# Oerstedia verae
Oerstedia verae är en djurart som tillhör fylumet slemmaskar, och som först beskrevs av Chernyshev 1993.  Oerstedia verae ingår i släktet Oerstedia och familjen Oerstediidae. Inga underarter finns listade i Catalogue of Life.